# Šarlota Bourbonská
Šarlota Bourbonská, rozená Charlotte de Bourbon-Montpensier (asi 1546 – 5. května 1582 Antverpy) byla jako třetí manželka Viléma I. Oranžského, hlavního vůdce holandské vzpoury proti Španělsku, oranžskou resp. nasavskou princeznou. Narodila se jako čtvrtá dcera hraběte Ludvíka z Montpensieru a Jacqueline de Longwy, hraběnky z Bar-sur-Seine.

## Život
Jejími prarodiči z otcovy strany byli Louis de La Roche-sur-Yon a Luisa Bourbonská, hraběnka z Montpensieru. Prarodiči ze strany matky byli Jean IV. de Longwy, baron de Pagny, a Jana z Angoulême, nemanželská nevlastní sestra francouzského krále Františka I.
Její matka Jacqueline byla věřící reformované doktríny (kalvinismu) a tajně v ní učila své děti. Šarlotin otec se rozhodl zmařit manželčin vliv tím, že poslal své tři dcery do klášterů. Šarlotě bylo třináct let a prosila, aby mohla zůstat u matky, která zemřela, zatímco byla dcera v klášteře. Její otec, který měl vliv u dvora Kateřiny Medicejské, ji dal do kláštera Jouarre u Meaux na vychování k jeptiškám. Když se měla ve třinácti letech stát jeptiškou, učinila formální písemný protest.
Jiné zdroje tvrdí, že Ludvík se chtěl jednoduše vyhnout placení věna, aby zachoval dědictví pro svého jediného syna. Šarlota byla poprvé poslána jako dítě do Jouarre, kde byla abatyší její teta. Plán pro Šarlotu byl zřeknout se dědictví a stát se následnicí své tety. Tento plán byl proveden po tetině smrti, proti Šarlotiným přáním a navzdory tomu, že jí bylo pouze 12 let. Zatímco byla abatyší, byla Šarlota tajně učena kalvinistickým knězem.
Mladá Šarlota šokovala svou rodinu a královský dvůr tím, že v roce 1572 unikla z kláštera a oznámila svou konverzi ke kalvinismu. Na radu Jany III. Navarrské (Jeanne d'Albret) utekla do falckého kurfiřtství, mimo dosah svých rodičů.
24. června 1575 se Šarlota provdala za protestanta Viléma, oranžského prince. Měli spolu šest dcer:
- Luisa Juliana Oranžská (31. března 1576 – 15. března 1644), ⚭ 1593 Fridrich IV. Falcký (5. března 1574 – 19. září 1610), falcký kurfiřt
- Alžběta (26. dubna 1577 – 3. září 1642), ⚭ 1595 Henri de La Tour d'Auvergne de Turenne (28. září 1555 – 25. března 1623)
- Kateřina (31. července 1578 – 12. dubna 1648), ⚭ 1596 Filip Ludvík II. z Hanau-Münzenbergu (18. listopadu 1576 – 9. srpna 1612)
- Šarlota Flandrina (18. srpna 1579 – 16. dubna 1640), jeptiška
- Šarlota Brabantina (27. září 1580 – 19. srpna 1631), ⚭ 1598 Claude de La Trémoille (1566–1604)
- Emilie Antverpiana (9. prosince 1581 – 28. září 1657), ⚭ 1616 Fridrich Kazimír Falcko-Zweibrückensko-Landsberský (10. června 1585 – 30. září 1645)

Manželství bylo velmi šťastné – říká se, že Šarlota byla jedinou ze čtyř Vilémových manželek, kterou miloval – a zřejmě štěstí páru zvýšilo Vilémovu popularitu.
Šarlota údajně zemřela na vyčerpání, když se pokoušela ošetřovat svého manžela po pokusu o atentát v roce 1582. Ačkoli byl Vilém navenek stoický, byly obavy, že jeho zármutek může způsobit fatální recidivu. Šarlotina smrt byla hluboce oplakávána. Vilém se 24. dubna 1583 počtvrté oženil, a to s Luisou de Coligny, která mu porodila syna Frederika Hendrika Oranžského.
Vilémův bratr Jan, který zpočátku se sňatkem nesouhlasil, vzdal Šarlotě hold slovy "tak význačná svou ctností, zbožností, velkou inteligencí, naprostou dokonalostí".